# Marienthal (Bas-Rhin)
Pour les articles homonymes, voir Marienthal.
Marienthal est une localité  française située dans le département du Bas-Rhin en région Grand Est qui a la particularité de s'étendre sur trois communes : Gries, Haguenau et Kaltenhouse. La partie la plus ancienne du lieu-dit se situe à Haguenau. 

## Histoire

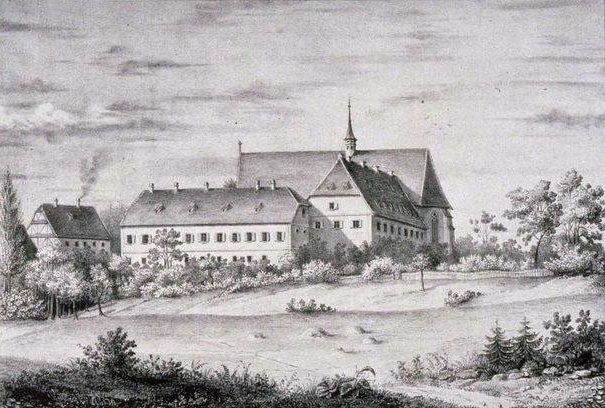
Vue de Marienthal en 1850

L'histoire du village est liée à celle du prieuré de Marienthal, un important lieu de pèlerinage catholique dont l'histoire remonte à 1240.
Les moines guillelmites aménagent un étang et un moulin sur le Rothbach. Deux tuileries sont construites au XVIIIe siècle. En 1720, Marienthal n'est qu'un hameau de quatre maisons. La Reine Maria Lexcinska séjourne, avant son mariage avec le dauphin, à Marienthal.  
Au XIXe siècle, plusieurs hôtels accueillant les pèlerins sont construits autour de la Basilique : l'Hôtel de la Basilique, l'Hôtel A la Charrue, l'Hôtel Notre-Dame, l'Hôtel A la cloche. A coté, une boulangerie, Steinmetz, ouvre également. 

### Hôtels-restaurants
Huit hôtels ou restaurants sur la route de Gries (Ziegelhütte (la Tuilerie, Grünen Baum (L'Arbre vert), devant la basilique (Zur Glocke, Zum Wilden Mann (A l'Homme sauvage), Zum Pfulg (A la Charrue), Zum Engel (l'Ange transformé en Hôtel de la Basilique) et route de Haguenau (hôtel Detsch ou hôtel zur Sonne, hôtel zur Traube (du Raisin devenu le restaurant du Grillon) accueillaient les pèlerins ou les touristes à Marienthal au début du XXe siècle.
L'hôtel et micro-brasserie de L'Ermitage (ancien hôtel Zum Pflug de 1900) existe toujours, ainsi que l'hôtel Notre-Dame (A l'homme sauvage date de 1870, en réalité une référence à l'ermite fondateur du prieuré). Les deux autres hôtels-restaurants ont fermé en 1976 (l'hôtel de la Basilique) et en 2016 (L'hostellerie d'Alsace ou le Gasthaus zur Glocke).

### La Basilique et le prieuré de Marienthal
Marienthal, c'est d'abord la basilique Notre-Dame de Marienthal et le prieuré. La religion a ainsi une place importante dans le village, et est un lieu de pèlerinage d'Alsace.
Après la mort de Saint Jean Paul II, un peu de son sang, est exposé dans la basilique. On peut aussi noter la fameuse procession à la Vierge qui est faite chaque année dans le village.

### Le Carmel de Marienthal
Le Carmel de Marienthal est fondé le 25 octobre 1887 par Marguerite du Saint-Sacrement, née Joséphine Jenner, fille de Dominique Jenner, aubergiste A l'Ange, qui avait rejoint le Carmel d'Amiens. L'église bâtie en 1890 est consacrée en 1895. De 1910 à 1919, le peintre Joseph Asal décore la chapelle des sœurs du Carmel de Marienthal.

### De la maison des sourdes-muettes à la Maison de retraite
En 1901, la maison des sourds-muets de Strasbourg-Neudorf gérée par l'Eglise est saturée, il est nécessaire de construire un deuxième établissement. En 1907, Mgr Franz Zorn von Bulach, l'évêque de Strasbourg, décide de construire une maison pour les sourdes-muettes Saint François de Sales au 51, route de Haguenau. L'établissement construit par l'architecte Paul Braunagel de Strasbourg  est financé par la mécène Marie-Anne Valette. L'établissement est géré par les sœurs de la Croix qui apprennent à la trentaine de sourdes-muettes les travaux de lavage de linge, de couture, la broderie et la cuisine.
Pendant la guerre 14/18, la maison des sourdes-muettes est transformée en lazaret, hôpital militaire allemand. En 1933, l'établissement est agrandi par l'architecte Haug de Strasbourg.
Par la suite, en 1994, une maison de retraite de 58 places sera installée.

## Démographie
En 1807, on compte 37 habitants. Après 1861, on dépasse 100 habitants. En 1900, on atteint 233 habitants pour le village. À la veille de la Grande guerre, le village dépasse les 300 habitants. En 1936, 601 habitants habitent Marienthal.
En 1835, une école fut ouverte dans une salle de la maison des prêtres. En 1872, une école fut construite par la commune de Haguenau. 

## Transports
Marienthal est traversée par une départementale.
Elle est aussi desservie par les bus Ritmo (commune de Haguenau).
Elle dispose aussi d'une gare SNCF.

## Découpage administratif
- Marienthal commune de Gries
- Marienthal commune de Haguenau
- Marienthal commune de Kaltenhouse

Marienthal a ainsi 3 maires : le maire de Haguenau (Claude Sturni), le maire de Gries (Eric Hoffstetter) et celui de Kaltenhouse (Isabelle Wenger Baehl).